# Johannes Kaltenboeck
Johannes Kaltenboeck (Bozen, 29 de junio de 1853-~1919) escritor austríaco famoso por sus novelas de aventuras. Tuvo varios pseudónimos: Max Felde, Fritz Holten y Andries van Straaden. 
Poco se conoce de su vida. Comenzó a publicar novelas regularmente a partir de 1897 en la famosa colección Der Gute Kamerad hasta 1917, colección que dirigió después de Wilhelm Speemann. Escribió también cuentos patrióticos durante la Gran Guerra, y su novela  Das Aeromobil, con temática de aeroplanos, tuvo mucho éxito. 

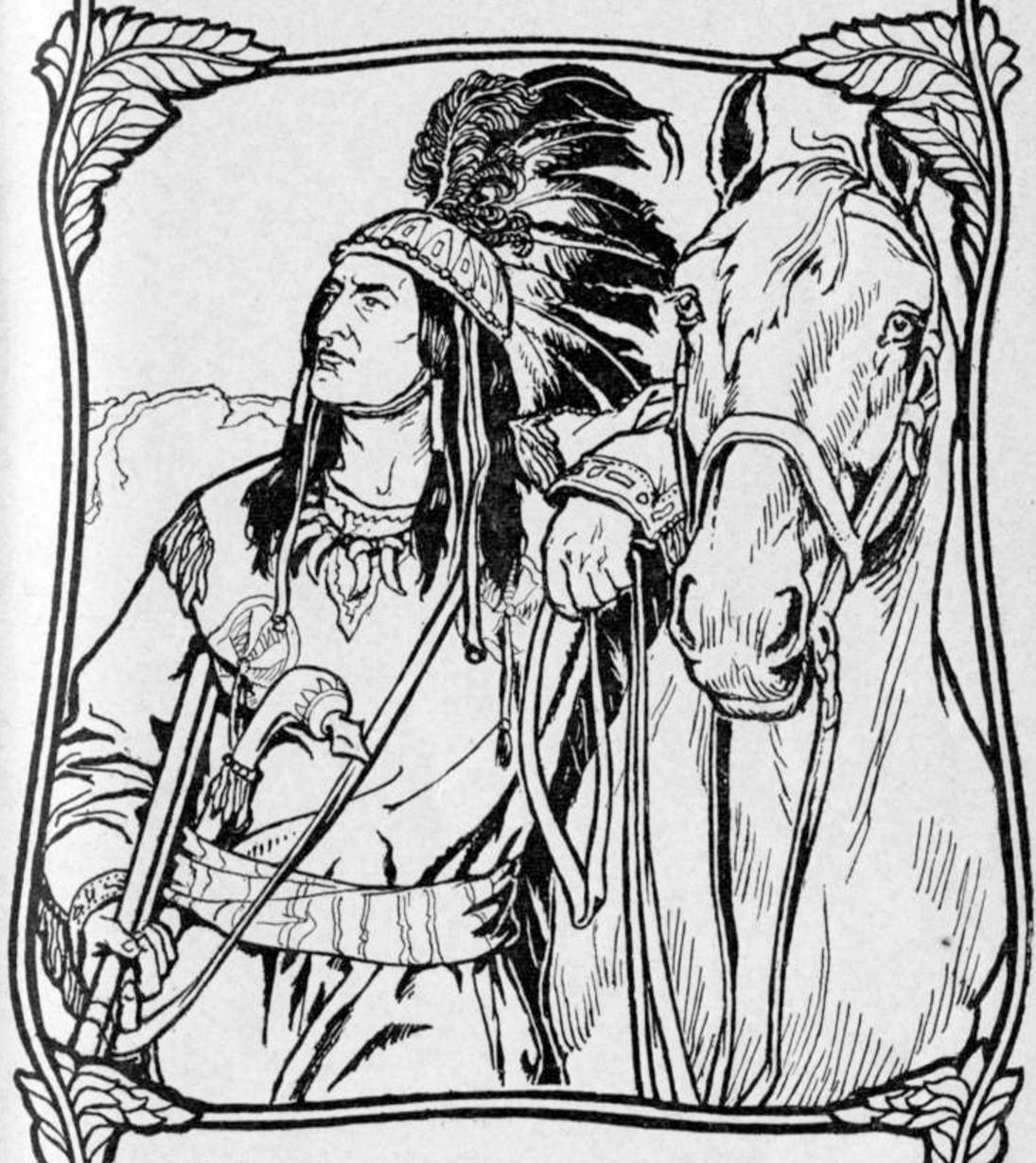
Der Arrapahu (1900) - Max Felder

## Obra

### Como Max Felde
- Der Arrapahu (1900)
- Addy, der Rifleman (1900)
- Das Astoria-Abenteuer (1901)
- Villa Biberheim (1903)
- Der Sohn der Wälder (1905)
- Abd ur Rahman, der Muzlime (1909)
- Denkwürdige Kriegserlebnisse (1915)
- Mit vereinten Kräften (1916)
- Das Gold vom Sacramento (1917)

### Como Andries van Straaden
- Der Depeschenreiter (1901)

### Como Fritz Holten
- Das Polarschiff (1910)
- Das Aeromobil (1912)